# あらゆる形態の人種差別の撤廃に関する宣言
あらゆる形態の人種差別の撤廃に関する宣言（あらゆるけいたいのじんしゅさべつのてっぱいにかんするせんげん、英語: Declaration on the Elimination of All Forms of Racial Discrimination）は国連総会により発表された人権宣言であり、国連の人種主義に対する考えの概要となるもの。1963年11月20日に採択された。1919年のパリ講和会議で日本が提案して否決された人種的差別撤廃提案より40年以上も時代が遅いものの、採択された宣言としては、法的な拘束力を持つ人種差別撤廃条約の先駆的存在として重要である。略称は人種差別撤廃宣言。

## 要約
世界人権宣言の構成に倣い全文に続き11条からなる。
第1条では人種、体色、民族に基づく差別は「人間の尊厳に対する違反」であると宣言し、この行為は国連憲章の基となる原則に違反し、人権を侵害し、平和と安全の脅威となると非難している。
第2条では国家、機関、団体そして個人に対して人権における人種に基づいた差別をしないよう求めている。また、国家に対して差別を支持することを辞め、正す必要がある場合はアファーマティブ・アクションを起こすよう求めている。
第3条では市民権、居住、雇用、教育における人種差別を止めるための特別な努力や、全ての人が人種に関わらず公共の場所やサービスを自由に使うことができることを求めている。
第4条では国家に対して政策を見直し、人種に基づいて差別的な法律は廃止するよう求めている。
第5条では人種による隔離とアパルトヘイトの廃止を求めている。
第6条では政治的権利、特に投票権と公職での立場における人種差別の廃止を求めている。
第7条では誰もが人種に関わらず法の下に平等であり、公平であると宣言し、誰もが人種差別により受けた損害に対して、裁判所を通じた法的拘束力のある効果的な救済を受けることができることを求めている。
第8条では寛容さと人種の理解を促す教育を求めている。
第9条では人種至上主義の考えに基づいたプロパガンダ及び組織を非難し、人種間の暴力を煽動する行為やヘイトスピーチを違法とし、人種差別的な組織を結成することを禁止することを求めている。
第10条では国連に対して人種差別により良く対抗していくために、その原因を研究するよう求めている。
第11条では世界各国に対して基本的人権の尊重とこの宣言と世界人権宣言の原則の奨励を求めている。
条約ではなく宣言なので、この文書に拘束力はない。